# Blank Meier Jensen
Blank Meier Jensen ist eine deutsche Fernsehserie von Reinhard Donga, die ab 1992 in Das Erste ausgestrahlt wurde. Nach einem Pilotfilm folgten bis ins Jahr 1993 hinein insgesamt 20 Folgen der Krimiserie. Die Titelfiguren wurden von Joachim Kemmer (Blank), Dietmar Bär (Meier) und Anja Schiller (Jensen) gespielt. Weitere Drehbuchautoren sind Gernot Krää, Klaus Schmidt, Wolfgang Schweiger, Harald Peter Wieczorek, Holger Zimmermann und Fritz Dorin=(Dieter Urban).

## Inhalt
„Blank Meier Jensen“ ist der Name einer Sonderkommission der Frankfurter Kriminalpolizei. Das Hauptarbeitsgebiet liegt dabei im Rotlicht- und Großstadtmilieu der internationalen Finanzmetropole. Durch eigene Ermittlungsmethoden erreicht das Team eine Erfolgsquote die wesentlich über der normalen Polizeiarbeit liegt.
Laut Das Fernsehlexikon von Michael Reufsteck und Stefan Niggemeier bildet Frankfurt, was den Inhalt der einzelnen Folgen angeht, jedoch „nur den Hintergrund für das ganz große mafiöse internationale Verbrechen und für den Kontrast zwischen großem Geld und Kleinbürgertum.“

## Besetzung
In den einzelnen Episoden wirken mit:
Katja Flint • Peter Sattmann • Rolf Becker • Hans Jürgen Diedrich • Wilfried Baasner • Christiane Krüger • Oliver Stokowski • Jürgen Schmidt • Volker Eckstein • Renan Demirkan • Peter Bongartz• Hartmut Becker

## Episodenliste
| Nummer | Titel                          | Erstausstrahlung (Deutschland) |
| ------ | ------------------------------ | ------------------------------ |
| 1      | Bella Italia (Pilotfilm)       | 23. September 1992             |
| 2      | 7–8-9 Aus!                     | 24. September 1992             |
| 3      | Volltreffer                    | 1. Oktober 1992                |
| 4      | Fuchsjagd                      | 8. Oktober 1992                |
| 5      | Ganze drei Minuten             | 15. Oktober 1992               |
| 6      | Schmutziges Geld               | 22. Oktober 1992               |
| 7      | Tulpen im Schnee               | 29. Oktober 1992               |
| 8      | Vorfahrt geändert              | 5. November 1992               |
| 9      | Trojanische Pferde             | 12. November 1992              |
| 10     | Yankee                         | 19. November 1992              |
| 11     | Gesundheit für die Dritte Welt | 26. November 1992              |
| 12     | Eine Nummer zu groß            | 3. Dezember 1992               |
| 13     | Unter Kontrolle                | 10. Dezember 1992              |
| 14     | Sondermüll                     | 17. Dezember 1992              |
| 15     | Freundinnen                    | 14. Januar 1993                |
| 16     | Polizeikrieg                   | 21. Januar 1993                |
| 17     | High – Higher – Tot            | 28. Januar 1993                |
| 18     | Stiletto                       | 4. Februar 1993                |
| 19     | Traumreisen                    | 11. Februar 1993               |
| 20     | Titanweiß                      | 18. Februar 1993               |
| 21     | Va Banque                      | 25. Februar 1993               |

## Kritik
Barbara Sichtermann von Zeit.de schreibt über diese Serie: „Mit jeder Erfindung, jeder neuen Mode oder Technik entsteht auch eine Gelegenheit für neue Untaten – der Krimi kann hier den Geist der Zeit in gesetzesbrecherischer, das heißt besonders raffinierter Variation vorführen. Eine solche, alle Chancen ausschöpfende Serie ist ‚Blank Meier Jensen‘. […] Dieser harsche Realismus, der sich nicht scheut, Genre-Regeln zu brechen, hebt ‚Blank Meier Jensen‘ über den Durchschnitt hinaus.“